# Tutwiler
Tutwiler is een plaats (town) in de Amerikaanse staat Mississippi, en valt bestuurlijk gezien onder Tallahatchie County.

## Demografie
Bij de volkstelling in 2000 werd het aantal inwoners vastgesteld op 1364.
In 2006 is het aantal inwoners door het United States Census Bureau geschat op 1311, een daling van 53 (-3,9%).

## Geografie
Volgens het United States Census Bureau beslaat de plaats een oppervlakte van
3,5 km², geheel bestaande uit land. Tutwiler ligt op ongeveer 47 m boven zeeniveau.

## Plaatsen in de nabije omgeving
De onderstaande figuur toont nabijgelegen plaatsen in een straal van 28 km rond Tutwiler.